# Сульфінові кислоти
Сульфінові кислоти (рос. сульфиновые кислоты, англ. sulfinic acids) — сульфінова кислота HS(=O)OH та її S-гідрокарбільні похідні.

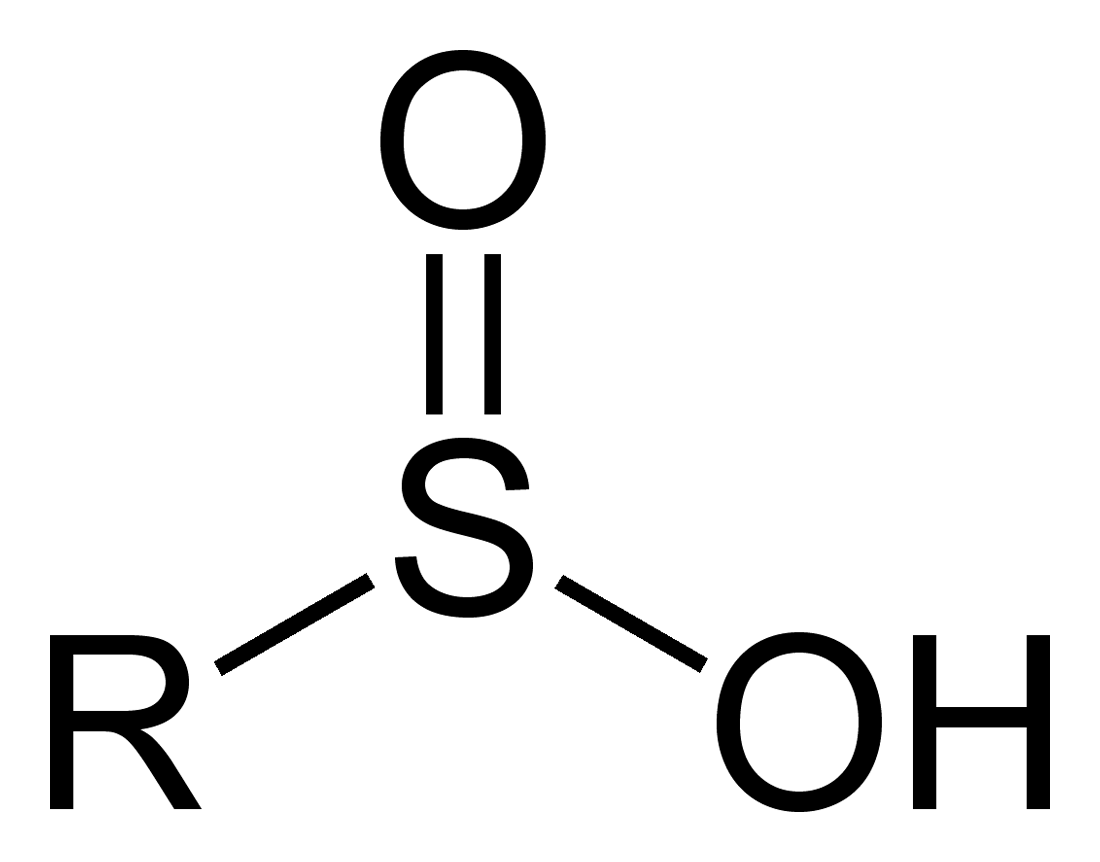
Структура сульфінової кислоти.

Органічні середньої сили кислоти чотиривалентної сірки.
Малостійкі, легко оксидуються до сульфокислот, при нагріванні диспропорціонують до сульфокислот та їх тіоестерів.
Пр., пропан-2-сульфінова кислота (CH3)2CHS(=O)OH.